# (1697) Koskenniemi
(1697) Koskenniemi ist ein Asteroid des Hauptgürtels, der am 8. September 1940 von dem finnischen Astronomen Heikki A. Alikoski in Turku entdeckt wurde.
Der Name des Asteroiden erinnert an den beliebten finnischen Dichter Veikko Antero Koskenniemi (1885–1962).